# 오주현
오주현 (吳周炫, 1987년 4월 2일 ~ )는 대한민국의 전직 축구 선수로 현역 시절 대구 FC, 제주 유나이티드, 대전 코레일 등에서 수비수로 활동했다.

## 생애 초반
1987년 4월 2일 제주특별자치도 서귀포시에서 아버지 오명숙씨와 어머니 김숙순씨 사이에서 2남 1녀 중 차남으로 태어난 이후 족보상으로 요절한 오명종씨에 입양되었다.

## 클럽 경력

### 대구 FC
서귀포중학교, 서귀포고등학교, 고려대학교를 졸업한 후 2010 K리그 드래프트에서 대구 FC에 지명을 받아 입단하며 프로에 처음으로 발을 내딛었다.
그러나 2010년 2월 27일 자신의 프로 데뷔전인 김천 상무와의 2010년 K리그 개막전 홈 경기에서 옐로카드를 받았고 같은 해 5월 5일 고향팀인 제주 유나이티드와의 11라운드에서는 레드카드를 받고 퇴장당하는 수모를 겪었다.
설상가상으로 2011년에 터진 K리그 승부조작 사건의 관련 혐의자로 불구속 기소되었고 조사 결과에 따르면 승부조작의 배후인 조직폭력배 협박에 시달리던 친한 선배의 부탁을 받아 500만원을 받고 승부조작에 가담한 사실이 드러나면서 결국 대구 FC에서 방출 칼바람을 맞은 것은 물론 대한축구협회로부터 2년간의 선수 자격 정지와 200시간의 사회봉사 명령을 받았다.

### 제주 유나이티드
선수 자격 정지 기간이 2년에서 1년 6개월로 감경됨에 따라 2013 시즌을 앞두고 고향팀인 제주 유나이티드에 입단한 이후 제주의 2회 연속 FA컵 4강 진출에는 일조했지만 이를 두고 축구팬들 사이에서 엄청난 논란이 일기도 했다.

### 화성 FC
2014 시즌을 앞두고 제주 유나이티드 선수단 등번호가 공개되면서 팀에 잔류하는 듯했지만 이후 제주 구단 홈페이지 선수단 목록에서 제외되면서 결국 2015 시즌을 앞두고 구 K3리그의 화성 FC에 입단했다가 2015 시즌 후 퇴단했다.

### 대전 코레일
2016 시즌을 앞두고 내셔널리그의 대전 코레일로 이적하여 2016년 내셔널축구선수권대회 준우승에 일조했으며 2016 시즌 이후 6년간의 선수 생활을 마감했다.

## 수상

### 클럽
제주 유나이티드
- FA컵 : 4강 (2013)

대전 코레일
- 내셔널축구선수권대회 : 준우승 (2016)

## 클럽 기록
2011년 1월 13일 기준
| 클럽  | 클럽    | 클럽  | 리그 | 리그 | 컵   | 컵   | 리그컵 | 리그컵 | 총계 | 총계 |
| 시즌  | 클럽    | 리그  | 출장 | 득점 | 출장 | 득점 | 출장   | 득점   | 출장 | 득점 |
| ----- | ------- | ----- | ---- | ---- | ---- | ---- | ------ | ------ | ---- | ---- |
| 2010  | 대구 FC | K리그 | 14   | 0    | 0    | 0    | 5      | 0      | 19   | 0    |
| 2011  | 대구 FC | K리그 |      |      |      |      |        |        |      |      |
| 총 계 | 총 계   | 총 계 | 14   | 0    | 0    | 0    | 5      | 0      | 19   | 0    |